# دریاچه بورابای
دریاچه بورابای (به قزاقی: Lake Burabay) یک دریاچه در قزاقستان است که در استان آق‌مولا واقع شده‌است.